# 愛鷹広域公園多目的競技場
愛鷹広域公園多目的競技場（あしたかこういきこうえんたもくてききょうぎじょう）は、静岡県沼津市の愛鷹広域公園内にある陸上競技場兼球技場。施設は静岡県が所有し、あしたかスポーツ&ネイチャーパートナーズ（代表団体：ミズノ株式会社、構成団体：NPO法人沼津市スポーツ協会、ミズノスポーツサービス株式会社、株式会社東急コミュニティー、株式会社石勝エクステリア、株式会社M's PLANNING）が指定管理者として運営管理を行っている。

## 歴史
1996年（平成8年）に開場。静岡県内にある県営の陸上競技場としては、静岡市の静岡県草薙総合運動場陸上競技場に次いで2箇所目。現在、県営の陸上競技場は2001年（平成13年）に完成した静岡県小笠山総合運動公園スタジアム（エコパスタジアム）と合わせて計3箇所である。
県東部では初めての本格的な陸上競技場で、それまではこの地域のスポーツイベントは観客席無しの香陵グラウンドか、富士市の富士総合運動公園陸上競技場にて行われていた。
陸上競技では東部選手権・県東部の高校選手権や中学通信などの大会が開催され、いずれも県大会の予選会を兼ねている
かつてはジヤトコサッカー部がホームスタジアムとして使用し、現在はアスルクラロ沼津がホームスタジアムとしている。

## 施設概要
- 日本陸上競技連盟第2種公認
- トラック：400m×8レーン、全天候舗装
- フィールド：107×70m、天然芝
- 照明設備：メインスタンド庇先投光器、照明塔2基（最大照度1500Lx）
- 収容人員：10,000人（メインスタンド5,000人　バックスタンド（芝生）5,000人）

※Jリーグでは、原則として芝生席は収容人員にカウントしないため、収容可能人数をメインスタンドのみの5,056人としているが、芝生席については左右のゴール裏の箇所をホーム・ビジターの応援席として開放している。長らく、メインスタンドから見て左がホーム側、右がビジター側となっていたが、ホーム側応援席に設置されていた電光掲示板を大型映像装置に更新したことや、両チームの更衣室と室内ウォーミングアップエリアが応援席およびベンチと逆位置になっていた故に発生していた両チーム選手間の動線の交差解消のため、2022年度より応援席とチームベンチの配置を入れ替え、ホームとビジターのエリア統一を図った（共にビジター側が左、ホーム側が右）。
愛鷹競技場はJ2・J1基準を充足していないため、クラブの構想として、2024年にJ1ライセンス取得・2027年にJ1昇格を最大の目標として、まず2018年のJ2ライセンス取得（後に断念）のためのバックスタンド・ゴール裏スタンドの増改築をするように、アスルクラロスルガ代表取締役社長・渡辺隆司が、沼津市長・大沼明穂に要望書を提出し、2018年（平成30年）から「静岡県東部地域サッカースタジアム構想連絡会」が開会され具体的な方策が議論されるようになった。
J3ライセンスでも、2022年6月までに1500ルクス以上の照度を保つことができる照明設備を必ず設置することが義務付けられているが、2021年の段階においては、照度が500ルクスしかないため、その照度を基準値に上げないとJ3参戦ができなくなる。そのため、早期の改修工事実施へ向けた専門家との話し合いをもって取り組み、2022年にアスルクラロが主体となってクラウドファンディングなどの募金活動を呼び掛けた。この結果、照明塔の改修工事に目処がつき、2023年のJ3ライセンスが交付された。これにより、7・8月のナイター開催を行うことがクラブから発表された。

## 公園内その他の施設
- 静岡県愛鷹広域公園野球場
- スポーツ広場（補助競技場相当。芝生グラウンド。直線走路100m4レーンあり）
- 多目的広場（同上　土グラウンド）
- テニスコート など

## 交通
- JR沼津駅北口バスターミナル2番乗り場から富士急シティバスで「あしたか運動公園」行で終点下車（土曜・休日のみ）[1]
- JR沼津駅より車で12分[1]
- Jリーグ・アスルクラロ沼津主催のホームゲーム開催時には、臨時バスの運行や臨時駐車場の開設が行われることがある[10]。

## ギャラリー

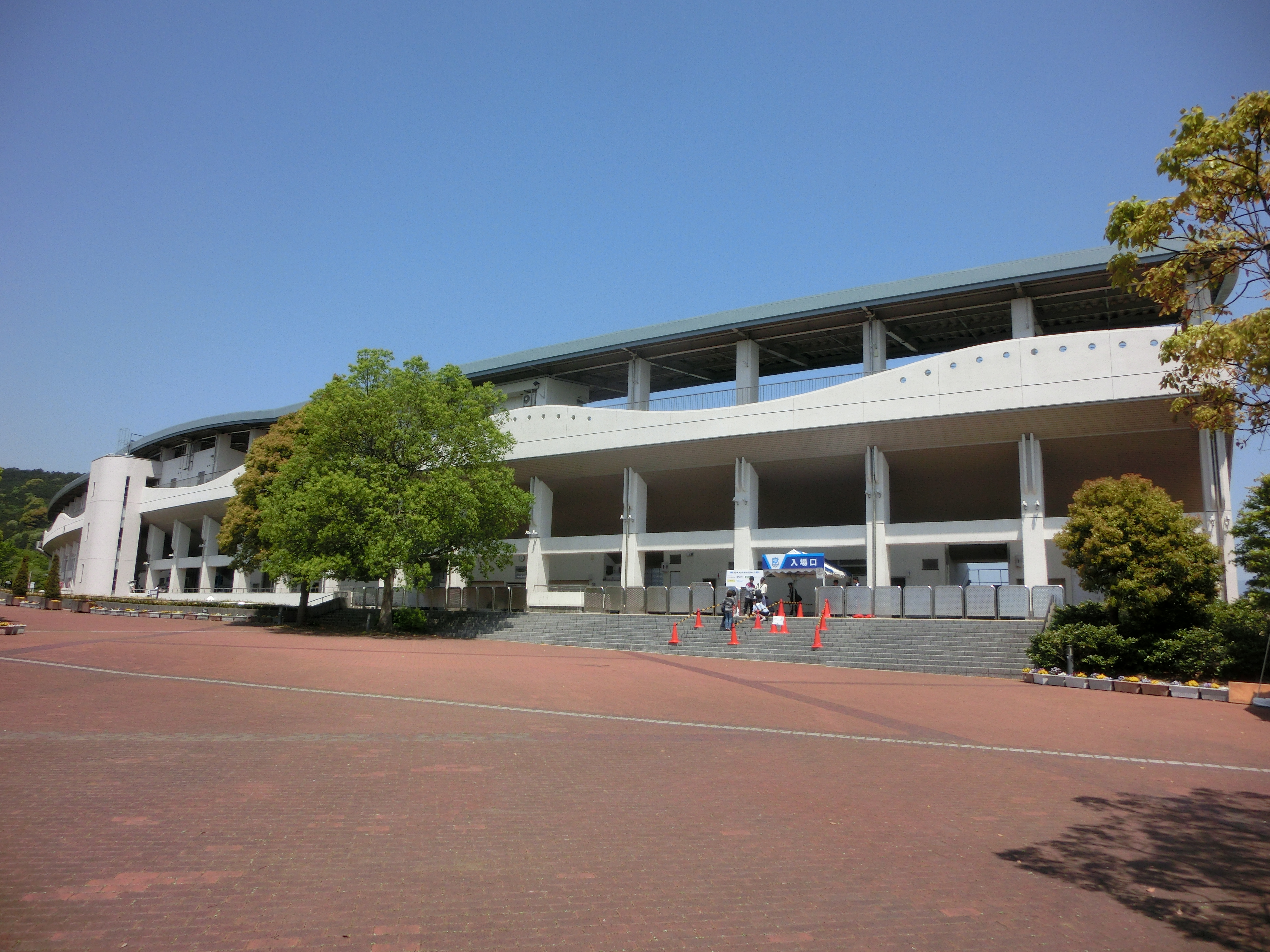
観客席外観
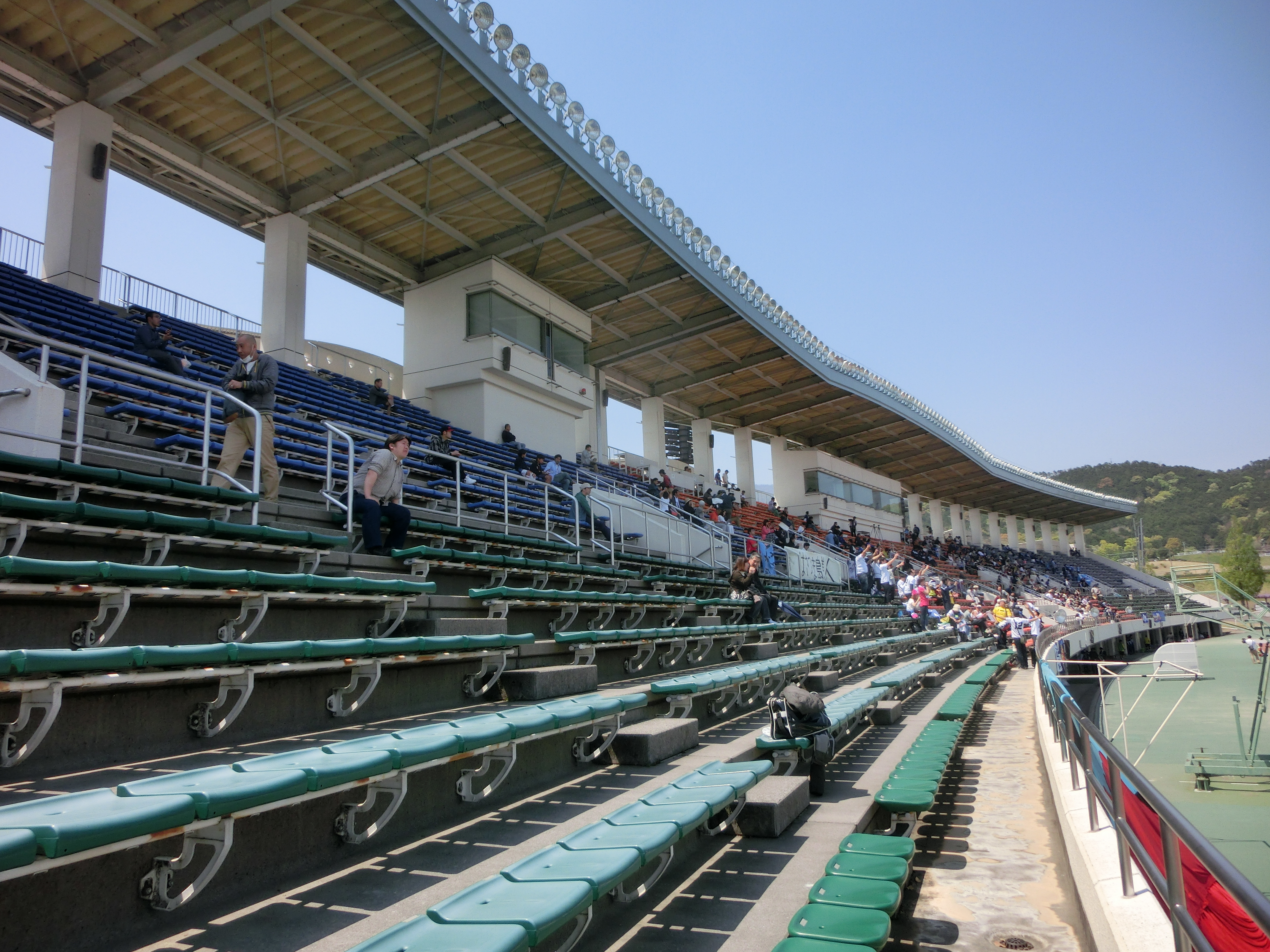
スタンド